# Luật pháp cơ bản
Luật pháp cơ bản hay luật cơ bản (chữ Anh: Basic Law, tiếng Trung: 基本法 (Cơ bản pháp)/ Jīběnfǎ) là luật pháp có được hiệu lực tối cao ở một quốc gia hoặc vùng đất, tác dụng thật tế của nó tương đồng với Hiến pháp. "Luật pháp cơ bản", một từ có ý nghĩa là kế hoạch tạm thời và bất vĩnh cửu, để đạt được hiệu quả của việc duy trì trật tự Hiến pháp theo pháp luật, trong tình huống không có thực thi Hiến pháp. 

## Tình hình các nơi

### Đức
Sau Thế Chiến thứ Hai, Đức bị chia cắt là Đông Đức và Tây Đức. Bởi vì quốc gia bị xé ra, Chính phủ Tây Đức cho rằng không thích hợp thực thi Hiến pháp trước khi Đông Đức còn chưa tự do, chỉ có tạm ngưng thi hành Hiến pháp, dùng Luật pháp cơ bản nước Cộng hòa Liên bang Đức để thực thi các cuộc tuyển cử dân chủ cùng với những pháp tắc cần thiết khác mà bảo hộ xã hội của quốc gia dân chủ (tạm thời lấy công dân Đông Đức loại bỏ khỏi phạm vi áp dụng). Về sau, phương thức thực thi của Luật pháp cơ bản hữu hiệu, sau khi hai nước Đức thống nhất nó tiếp tục duy trì giống như cũ. 

### Israel, Ả Rập Xê Út, Palestine
Ở Israel, bởi vì nguyên nhân tông giáo, nên các nhánh tông giáo khác lấy luật pháp người Do Thái (kinh Tháp Mộc Đức) coi xét như là luật pháp tối cao, quá khả năng tiếp nhận một bộ Hiến pháp thế tục, đặc biệt là rất mẫn cảm đối với vấn đề tự do tông giáo; đồng thời Israel là quốc gia đơn nhất của người Do Thái trên toàn thế giới, đặt ra Hiến pháp xác lập khái niệm quốc gia Do Thái (Jewish State) có thể bị người A Lạp Bá và quốc tế chỉ trích, do đó nó thể hiện bằng Luật pháp cơ bản.
Ở Ả Rập Xê Út, bởi nguyên nhân tôn giáo, họ không mong muốn kiến lập Hiến pháp cao hơn Thánh điển tông giáo, nhất là kinh Cổ Lan của Hồi giáo, cho nên là thích hợp kiến lập Luật pháp cơ bản. 
Ở Palestine, Chính phủ tự trị Palestine liệu tính được rằng quốc thổ còn chưa hoàn toàn tự do và độc lập, vì vậy năm 2002 Luật pháp cơ bản thi hành để mà Chính phủ tự trị kiến lập tính hợp pháp của việc cai quản, sau khi chờ đợi lãnh thổ toàn quốc gia khôi phục lại tự do thì mới có thể thực thi Hiến pháp được kí kết năm 1968. 

### Hồng Kông, Ma Cao
Hồng Công và Ma Cao là Khu hành chính đặc biệt của nước Cộng hoà Nhân dân Trung Hoa, chế độ chính trị của hai khu vực ấy có sự không giống nhau với chính quốc nước Cộng hoà Nhân dân Trung Hoa, do đó lập ra Luật pháp cơ bản ở phía dưới Hiến pháp bằng cách thực thi quyền tự trị cao độ. Cũng có người gọi nó, việc thi hành Luật pháp cơ bản ở các khu vực kể trên, là "tiểu Hiến pháp". Sau đó, Luật pháp cơ bản của Hồng Công và Ma Cao đều không có trải qua trưng cầu dân ý với quyền tự quyết dân tộc, trong quá trình kí kết cũng không có đại biểu tham dự mà do dân cư trú tuyển cử. 

### Trung Hoa Dân Quốc
Trung Hoa Dân Quốc ở thời kì dựng nước năm 1912, đầu tiên lấy "Đại cương tổ chức Chính phủ Trung Hoa Dân Quốc" tạm thời làm Hiến pháp có hiệu lực, cùng năm sau đó lập ra "Ước pháp tạm thời nước Trung Hoa Dân Quốc (Provisional Constitution of the Republic of China)"; sau khi Bắc phạt kết thúc, Chính phủ Quốc dân bãi bỏ "Ước pháp tạm thời", mặt khác kí kết "Ước pháp thời kì huấn chính nước Trung Hoa Dân Quốc" bằng cách thực thi sự hợp nhất Quốc Dân Đảng của thể chế huấn chính. Trước khi "Hiến pháp Trung Hoa Dân Quốc" chính thức ban bố thi hành năm 1947, hai bộ ước pháp này thật tế là Luật pháp cơ bản quốc gia vào thời điểm đó. 
Năm 1949 sau khi Chính phủ Trung Hoa Dân Quốc di dời đến Đài Loan, một bộ phận nhân sĩ đã đề xuất đóng băng Hiến pháp, do vô vọng trong việc phản công Trung Quốc đại lục, nên thành lập riêng Luật pháp cơ bản mà chỉ áp dụng đối với địa khu Đài Loan, nhưng Chính phủ Quốc Dân Đảng đương cục cho rằng hành vi ấy có sự hiềm khích về việc chia cắt quốc gia nên đại chúng gia tăng sự phê phán, công kích. Sau khi cấm chỉ cuộc động viên kham loạn (Period of mobilization for the suppression of Communist rebellion) năm 1991, Chính phủ Trung Hoa Dân Quốc đóng băng một phần điều khoản Hiến pháp, và gia tăng hiệu đính vào Điều khoản sửa đổi và bổ sung Hiến pháp của Trung Hoa Dân Quốc (Additional Articles of the Constitution of the Republic of China) để mà phù hợp với tình hình hiện tại của quốc gia, công năng của nó tương tự với Luật pháp cơ bản. 